# MV Agusta-Bimota
La MV Agusta-Bimota est une motocyclette créée par Massimo Tamburini en 1971 à partir d'une MV Agusta 600 Turismo 4C 6 alors même que Bimota (dont il fut l'un des fondateurs) était encore une société de chauffage et climatisation.
Le constructeur de Rimini construit la moto pendant son temps libre à partir d'un 600 Tourismo achetée d'occasion, qui a fait l'objet de forte modifications d'ordre mécanique et esthétique. Le châssis a été rigidifié par une triangulation centrale absente sur la MV, des éléments de suspension améliorés et fait réaliser des freins à disque à l'avant par Ceriani. Le câble et le tambour arrière originaux, impropres à l'usage loisir, ont été remplacés par des freins à tambour Fontana de meilleur facture. Le moteur a subi une transplantation des cylindres et pistons de la MV 750 Sport, le montage de quatre carburateurs Dell'Orto SS 24 et la transmission finale par cardan a été remplacée par une chaîne.
Un gros travail esthétique a changé la moto d'origine sans carénage en une réplique de route de la célèbre moto GP avec laquelle Giacomo Agostini a remporté ses victoires.
La moto a pu être essayée par le coureur Angelo Bergamonti lors d'une visite à Cascina Costa ou se trouvait Tamburini et a rencontré la désapprobation du comte Domenico Agusta, qui n'a pas apprécié les modifications,.
La moto modifiée pesait environ 200 kg (24 kg de moins que la moto d'origine) et son moteur gonflé à 69 ch (contre 52 sur le « 600 Turismo » original) lui a permis de dépasser les 220 km/h, avec une nette amélioration de performance, même par rapport au contemporain 750 Sport 4C 75.
Tamburini a donné son modèle spécial, quelque temps après sa construction à une connaissance de Modène. Passé entre les mains de plusieurs propriétaires jusqu'en 2002, elle a été partiellement reconstruite depuis. La moto est maintenant dans une collection privée à Bologne.